# 2943 Heinrich
2943 Heinrich este un asteroid din centura principală, descoperit pe 25 august 1933 de Karl Reinmuth.